# Boubacar Kamara
Boubacar Bernard Kamara (* 23. listopadu 1999 Marseille) je francouzský profesionální fotbalista, který hraje na pozici defensivního záložníka či středního obránce za anglický klub Aston Villa FC. Je také bývalým francouzským mládežnickým reprezentantem.

## Klubová kariéra

### Marseille
Kamara se dostal do akademie Olympique Marseille v září 2005 ve věku 5 let. V dresu A-týmu debutoval 13. prosince 2016, když se objevil v základní sestavě Marseille v zápase osmifinále Coupe de la Ligue proti FC Sochaux. Kamara odehrál 82 minut předtím, než byl vystřídán Hirokim Sakaiem; zápas skončil remízou 1:1 a po penaltovém rozstřelu postoupil Sochaux.
Dne 14. září 2017 debutoval Kamara v evropských pohárech, když odehrál celé utkání základní skupiny Evropské ligy proti tureckému Konyasporu při výhře 1:0. V tomto ročníku Evropské ligy nastoupil do dalších 5 utkání a pomohl klubu až k postupu do finále, ve kterém Marseille podlehlo španělskému Atléticu Madrid 0:3. V zápase francouzské Ligue 1 se poprvé objevil 29. října 2017, kdy nastoupil na posledních 10 minut utkání proti Lille OSC.
V průběhu sezóny 2018/19 se stal stabilním členem základní sestavy, když nastoupil do 31 ligových utkání. Svůj první profesionální gól vstřelil 5. února 2019, když dal jedinou branku ligového zápasu proti Bordeaux. V srpnu 2019 prodloužil svoji smlouvu s klubem až do léta 2022.
Dne 11. září 2021 nastoupil poprvé do ligového utkání s kapitánskou páskou a dovedl svůj tým k výhře 2:0 nad AS Monaco.

### Aston Villa
Dne 23. května 2022 byl oznámen příchod Kamary do anglické Aston Villy, kam přišel jako volný hráč. V létě 2022 mu totiž skončila smlouva v Marseille.

## Reprezentační kariéra
Kamara má možnost prostřednictvím svých rodičů reprezentovat nejen rodnou Francii, ale i Senegal.
V roce 2022 byl kontaktován trenérem senegalské reprezentace Aliouem Cissém. Kamara se údajně rozhodl přijmout nabídku afrického výběru, a to jako nástupce za Idrissu Gueyeho a Cheikhoua Kouyatého.
Navzdory tomu byl Kamara 19. května 2022 poprvé nominován do francouzské reprezentaci na zápasy Ligy národů UEFA proti Chorvatsku, Rakousku a Dánsku.

## Statistiky
K 21. květnu 2022
| Klub                | Sezóna  | Liga           | Liga   | Liga | Národní pohár | Národní pohár | Ligový pohár | Ligový pohár | Evropské poháry | Evropské poháry | Ostatní | Ostatní | Celkem | Celkem |
| Klub                | Sezóna  | Liga           | Zápasy | Góly | Zápasy        | Góly          | Zápasy       | Góly         | Zápasy          | Góly            | Zápasy  | Góly    | Zápasy | Góly   |
| ------------------- | ------- | -------------- | ------ | ---- | ------------- | ------------- | ------------ | ------------ | --------------- | --------------- | ------- | ------- | ------ | ------ |
| Olympique Marseille | 2016/17 | Ligue 1        | 0      | 0    | 0             | 0             | 1            | 0            | —               | —               | —       | —       | 1      | 0      |
| Olympique Marseille | 2017/18 | Ligue 1        | 6      | 0    | 2             | 0             | 0            | 0            | 6               | 0               | —       | —       | 14     | 0      |
| Olympique Marseille | 2018/19 | Ligue 1        | 31     | 1    | 0             | 0             | 0            | 0            | 5               | 0               | —       | —       | 36     | 1      |
| Olympique Marseille | 2019/20 | Ligue 1        | 24     | 1    | 3             | 1             | 1            | 0            | —               | —               | —       | —       | 28     | 2      |
| Olympique Marseille | 2020/21 | Ligue 1        | 35     | 0    | 2             | 0             | —            | —            | 5               | 0               | 1       | 0       | 43     | 0      |
| Olympique Marseille | 2021/22 | Ligue 1        | 34     | 1    | 2             | 0             | —            | —            | 12              | 0               | —       | —       | 48     | 1      |
| Olympique Marseille | Celkem  | Celkem         | 130    | 3    | 9             | 1             | 2            | 0            | 28              | 0               | 1       | 0       | 170    | 4      |
| Aston Villa         | 2022/23 | Premier League | 0      | 0    | 0             | 0             | 0            | 0            | —               | —               | —       | —       | 0      | 0      |
| Aston Villa         | Celkem  | Celkem         | 0      | 0    | 0             | 0             | 0            | 0            | 0               | 0               | 0       | 0       | 0      | 0      |
| Celkem              | Celkem  | Celkem         | 130    | 3    | 9             | 1             | 2            | 0            | 28              | 0               | 1       | 0       | 170    | 4      |

## Ocenění

### Klubové

#### Marseille
- Evropská liga UEFA: 2017/18 (druhé místo)[16]